# برادران پلات
برادران پلات (Platt Brothers)، یا شرکت مسئولیت محدود برادران پلات (Platt Bros & Co Ltd)، شرکتی بریتانیایی مستقر در منطقه ورنت در اولدهام، در شمال غربی انگلستان بود. این شرکت تولید کنندهٔ ماشین‌آلات نساجی و فعال در ریخته‌گری آهن‌آلات و از صاحبان امتیاز معدن زغال‌سنگ بودند. در اواخر قرن نوزدهم میلادی، این شرکت با استخدام بیش از ۱۲۰۰۰ کارگر، تبدیل به بزرگ‌ترین تولیدکنندهٔ ماشین آلات نساجی در جهان شد.

## شرکت‌ها

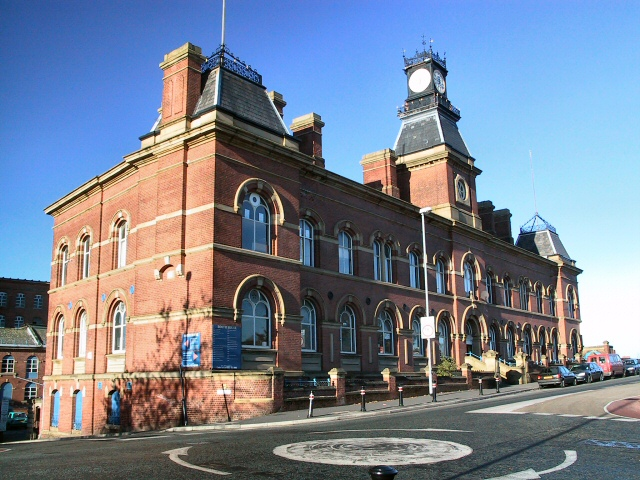
ساختمان سابق و موقت شرکت برادران پلات در ورنث،

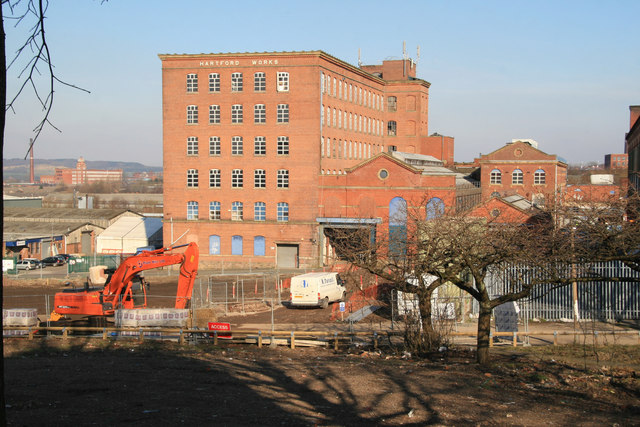
کارخانهٔ هارتفورد

هنری پلات، آهنگری بود که در سال ۱۷۷۰م. در روستای دابکراس، سَدلورث، در شرق اولدهام، تجهیزات مورد نیاز پنبه‌زنی تولید می‌کرد. نوهٔ او، به همراه هنری، همین تجارت را در روستای آپرمیل راه‌اندازی کردند. در سال ۱۸۲۰م. نوهٔ هنری پلات، به جادهٔ هادرزفیلد، اولدهام نقل مکان کرد و دوباره کسب و کار خود را در آنجا راه‌اندازی کرد. او و الیجا هیبرت، شرکت هیبرت و پلت را پایه‌گذاری کردند، و هنگامی که پسرانش، جوزف و جان به این شرکت پیوستند، نام آن را به هیبرت-پلات و پسران تغییر دادند. هنری پلات در سال ۱۸۴۲م. و الیجا هیبرت در سال ۱۸۵۴م فوت کردند.
پس از فوت این دو، تمام سهام به خانواده پلات رسید و این شرکت به نام برادران پلات تغییر نام داد. در سال ۱۸۴۴م. برادران پلات، کارخانهٔ جدید هارتفورد را در منطقه ورنث اولدهام خریداری کردند. در سال ۱۸۶۸م. آن‌ها ساختار دفتر مرکزی خود را از «سنتی» به «مدرن» تغییر دادند و شرکت را به مسئولیت محدود تغییر دادند. هنگامی که جان پلات در سال ۱۸۷۲م. درگذشت، این شرکت ۷۰۰۰ کارگر داشت و به عنوان بزرگ‌ترین تولید کنندهٔ ماشین آلات نساجی در جهان شناخته می‌شد. برآورد شده که این شرکت در دههٔ ۱۸۹۰م، ۴۲ درصد جمعیت اولدهام را تحت پوشش داشته.
علاوه بر این شرکت برادران پلات مالک معادن زغال‌سنگ جوبیلی کولی در کرامپتون و کولی باترورث هال در میلنرو نیز بود. 
در طول جنگ جهانی اول، شرکت مشغول تولید جنگ‌افزار شد، اما پس از پایان جنگ تولید ماشین آلات نساجی، و روند توسعه را از سر گرفت. در سال ۱۹۲۲م. شرکت بسیار سودآور بود، در نتیجه تبدیل به یک شرکت سهامی عام شد. در سال ۱۹۲۹م، شرکت برادران پلات ۱۲۰۰۰ نفر را تحت استخدام داشت و کارخانه‌های جدید مساحتی در حدود ۲۶۰٫۰۰۰ مترمربع را پوشش می‌دادند.
شرکت برادران پلات، در سال ۱۹۳۱م. در شرکت مسئولیت محدود ماشین‌سازی نساجی (Textile Machinery Makers Ltd)، ذینفع بود. شرکت ماشین‌سازی نساجی دربرگیرندهٔ دیگر تولیدکنندگان ماشین‌های نساجی از جمله شرکت مسئولیت محدود اِیسا لیز (Asa Lees &amp; Co Ltd) بود. در نتیجه شرکت به هولدینگ برداران پلات با مسئولیت محدود تغییر نام داد. شرکت مسئولیت محدود فروش برادران پلات (Platt Bros.(Sales) Ltd) در سال ۱۹۴۶م. زمانی که سر کنت پرستون از شرکت مسئولیت محدود جی استون (J.Stone Ltd) به این شرکت پیوست، منحل شد.
در سال ۱۹۷۰م. شرکت بین‌المللی برادران پلات، از جدایی نساجی استون پلات شکل گرفت، و در سال ۱۹۷۳م. شرکت ساکو لاول (Saco Lowell) را خریداری کرد، سپس در سال ۱۹۷۵م. به پلات ساکو لاول (Platt-Saco-Lowell) تغییر نام داد. ساختمان اولدهام در اوایل دهه ۱۹۸۰م بسته شد، و امتیاز طرح‌ها و ماشین‌های پنبه‌پاک‌کنی پلات به شرکت مهندسی اج‌اس‌ال (HSL Engineering) در شهر لیدز واقع در غرب یورکشایر واگذار شد.

## محصولات

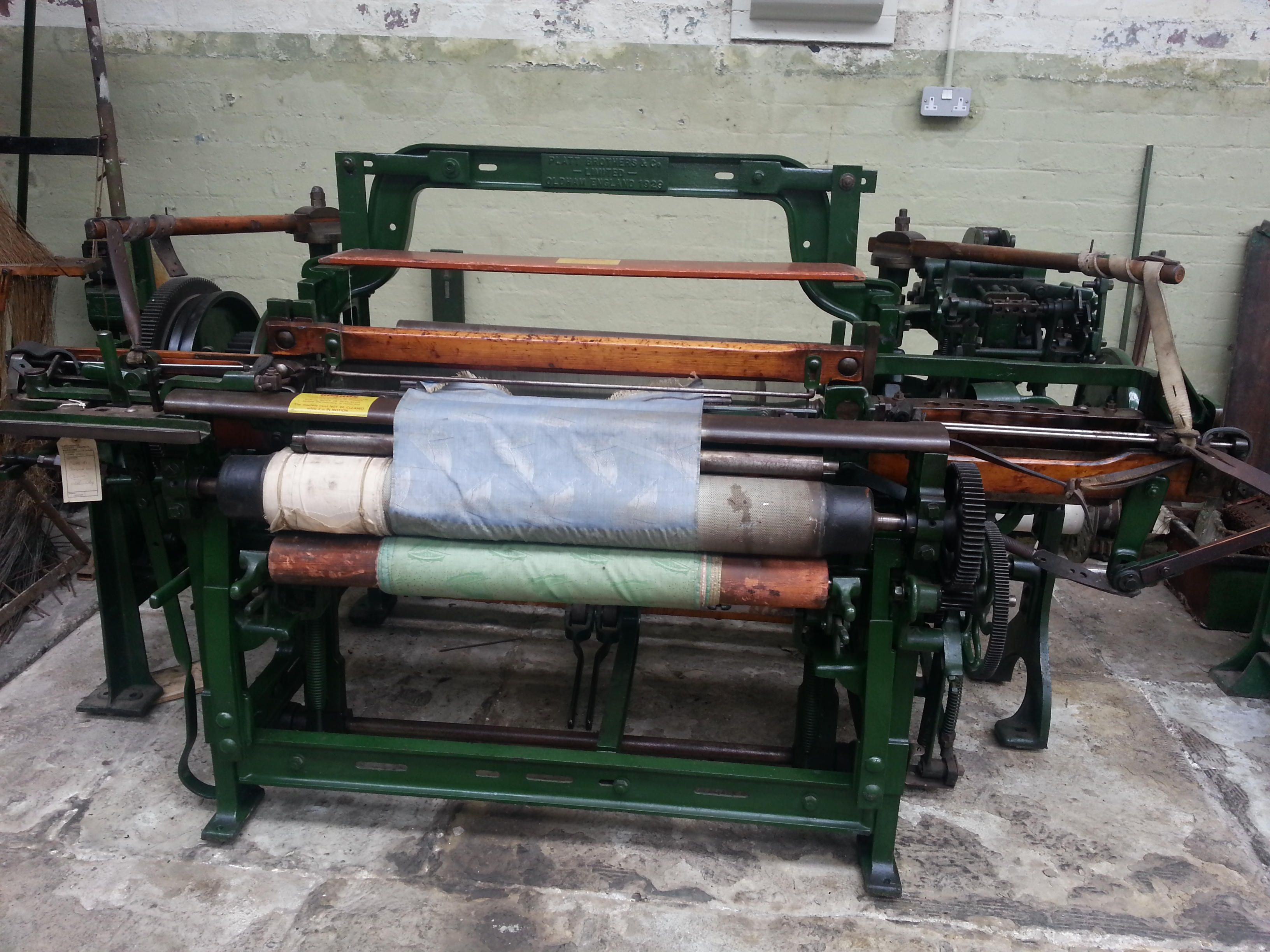
ماشین بافندگی ژاکارد تولید شرکت برادران پلات در اولدهام. این ماشین بافندگی در موزه نساجی کوئین استریت میل، در روستای هارل سایک، شهر برنلی به نمایش گذاشته شده‌است.

تولید محصولات نساجی شامل سه مرحلهٔ تبدیل الیاف به نخ، نخ به پارچه، و سپس پارچه به منسوجات است. در نهایت این فرایند منجر به تولید لباس یا سایر مصنوعات هنری می‌شود.
در ابتدا پنبه مهم‌ترین نوع الیاف طبیعی در این منطقه بود، اما صنعت مهم ابریشم در همسایگی آن یعنی یورکشایر غربی فعال بود. پنبهٔ برداشت شده، و پاک شده، در عدل‌های بزرگ به بریتانیا منتقل شد. در کارخانه‌ها، عدل‌ها باز، و الیاف تمیز می‌شدند. و قبل از ریسیدن پنبه‌ها را حلاجی می‌کردند. الیاف ریسیده قبل از اینکه برای چرخاندن آماده شوند، شانه شده، کشیده شده، نیم‌تاب و فتیله می‌شدند. ریسندگی روی یک دستگاه ریسندگی دورانی انجام می‌شد. قبل از ماشینی شدن تمام این مراحل با دست انجام می‌شد، اما در قرن نوزدهم این فرایند ماشینی شد. از سال ۱۸۵۷م. شرکت برادران پلات طیف کاملی از ماشین آلات ریسندگی و بافندگی را عرضه کرد. از نظر وسعت، در سال ۱۸۵۴م. از شرکت دابسون و بارلو واقع در بولتون پیشی گرفت. شرکت برادران پلات از سال ۱۸۵۷م. دستگاه‌های بافندگی صادر می‌کرد. پلاتس مدل‌های موفقی از ماشین‌های پرداخت، ماشین‌های فتیله کننده و ماشین‌های ریسندگی خودکار را در سال‌های ۱۸۶۸، ۱۸۸۶ و ۱۹۰۰ میلادی معرفی کرد. ماشین ریسندگی خودکار مسبب سرعت و تداوم موفقیت شرکت و همچنین بازدهی بیشتر آن نسبت به رقبا شد، و کارگران کارخانهٔ برادران پلات در با اطمینان از فروش مطلوب ماشین آلات کارخانه، در اواخر دهه ۱۸۶۰م. سهامدار کارخانه‌های اولدهام لیمیتدز شدند. 
پس از شکوفایی در سال ۱۸۹۶م. شرکت با رقبای سرسختی در زمینهٔ تولید ماشین‌های ریسندگی حلقه‌ای مواجه شد، که یک فناوری جایگزین مناسب برای شمارش درشت را ارائه کردند. رقبای آنها هوارد و بولو از آکرینگتون و تویدیلز و اسمالی از روچدیل بودند. شرکت برادران پلات نقشه‌هایی را از ماشین برای کارخانه‌ها و همچنین مکانیک‌های نصاب ارائه کرد. 

## تاریخ
کمی پیش از جنگ جهانی اول، شرکت در بهترین وضعیت خود بود، نیروی کاری بیش از ۱۵۰۰۰ نفر در اختیار داشت، و وسعت کارخانهٔ ورنث بیش از ۳۴۰٫۰۰۰ مترمربع بود. آن‌ها بزرگ‌ترین کارفرمای اولدهام و بزرگ‌ترین سازنده ماشین آلات فرآوری پنبه در لنکاوی و جهان بودند. این کارخانه توسطجورج پنجم و ملکه مری در اولین روز از تور سلطنتی هشت روزه آن‌ها در لنکاوی در تاریخ ۷ ژوئیه ۱۹۱۳م. مورد بازدید قرار گرفت. در سال‌های بعد، ثروت شرکت بازتابی از ثروت صنعت پنبهٔ لنکاوی بود. با آغاز تعطیلی تعداد زیادی از کارخانه‌های پنبه در لنکاوی، بازار داخلی شرکت به آرامی از بین رفت، و در بازارهای خارجی، رقابت سختی با شرکت‌های خارجی داشت.
سقوطِ سازوکار اولدهام در سال ۱۹۸۲م همزمان با تعطیلی کارخانه رقم خورد. شرکت پلات ساکو لاول که در دههٔ ۱۹۶۰م دایر بود، مشکلات مالی شدیدی داشت و توسط شرکت مادرش، هالینگزورث (Hollingsworth)، اداره می‌شد. نام تجاری پلات (و خدمات پس از فروش شرکت پلات) همچنان فعال است.
شرکت برادران پلات و شرکت تویوتا ژاپن در سال ۱۹۲۹م. یا یکدیگر مراوداتی داشتند، در واقع این شرکت ۱۰۰٫۰۰۰ پوند برای حق ثبت اختراع یک ماشین بافندگی خودکار و نوآورانه، طراحی شده توسط ساکیچی تویودا پرداخت کرد. ماشین بافندگی تویودا مدل G دارای سنسورهای مکانیکی بود که در صورت شکستن نخ تار، ماشین بافندگی را به‌طور خودکار خاموش می‌کرد. ایدهٔ این خصوصیت برگرفته از جیدوکا بود که به معنای لمس خودکار انسانی است. کارگران از نظارت بر ماشین‌های بافندگی خودکار معاف شدند و کارخانه‌دارها با کارگری که به تنهایی قادر به کنترل همزمان ۳۰ ماشین بود، افزایش چشمگیر بهره‌وریِ نیروی کار را تجربه کردند. مبلغ حاصل از فروش امتیاز این دستگاه، سرمایهٔ اولیه برای راه‌اندازی خودروسازی تویوتا را فراهم کرد. تویوتا در حال حاضر بیشتر به عنوان یک شرکت خودروسازی شناخته می‌شود، اما براساس نام تویودا، تولید کنندهٔ ماشین آلات نساجی بنیانگذاری شده، و تغییر نام آن به دلایل شنیداری انجام گرفته.

## سیاست
جان پلات (۱۸۷۲–۱۸۱۷م)، رهبر حزب لیبرال اولدهام بود. در دههٔ ۱۸۴۰م کمپین او با موفقیت برای منصب شهرداری اولدهام مبارزه کرد، و پیروز شد. او از حامیان قوی اتحادیه قانون ضد ذرت بود. اعتقاد او به تجارت آزاد و داشتن دانش تجاری سبب شد که به همراه ریچارد کابدن برای کمک به مذاکرات معاهده تجاری فرانسه به پاریس برود. او در سال ۱۸۵۴م به عنوان اولین شهردار اولدهام انتخاب شد، منصبی که او دو بار دیگر در سال‌های ۱۸۵۶–۱۸۵۵م. و ۱۸۶۲–۱۸۶۱م. به آن رسید. جان پلات همچنین از سال ۱۸۶۵م. تا زمان مرگش در سال ۱۸۷۲م. به عنوان یکی از اعضای پارلمان اولدهام خدمت کرد.
برادر کوچکتر پلات، یعنی جیمز پلات (۱۸۵۷–۱۸۲۴م)، در پایه‌گذاری شرکت همکاری کرد، او همچنین در توسعهٔ آموزش بزرگسالانِ طبقهٔ کارگر در اولدهام، به ویژه در سالن اجتماعات شهر اولدهام فعال بود، او در سال ۱۸۵۷م. به عنوان نمایندهٔ مجلس از حوزهٔ انتخابیهٔ اولدهام انتخاب شد، اما در همان سال درگذشت.
- بگلی و رایت
- کارخانه پنبه
- ماشین آلات پنبه ریسی
- ب. هیک و پسر
- تاریخ اولدهام
- شرکت تولیدی کرنهولم
- Mather &amp; Platt
- جدول زمانی فناوری لباس و منسوجات

## کتابشناسی - فهرست کتب
- Ashmore, Owen (1969), Industrial Archaeology of Lancashire, David & Charles, ISBN 0-7153-4339-4
- Gurr, Duncan; Hunt, Julian (1998), The Cotton Mills of Oldham, Oldham Education & Leisure, ISBN 0-902809-46-6

## بیشتر خواندن
- Farnie, DA، 'استراتژی‌های بازاریابی Platt Bros. and Co. Ltd of Oldham, 1906, 1940'، Textile History، ۲4 (2)، ۱۹۹۳.